# Cuvier
Cuvier ist eine Gemeinde im französischen Département Jura in der Region Bourgogne-Franche-Comté.

## Geographie
Cuvier liegt auf 825 m, etwa 15 Kilometer nordöstlich der Stadt Champagnole (Luftlinie). Das Haufendorf erstreckt sich im Jura, auf der ausgedehnten Hochfläche, die nördlich an das Val de Mièges anschließt, südöstlich des Waldgebietes Forêt Domaniale de la Joux.
Die Fläche des 10,32 km² großen Gemeindegebiets umfasst einen Abschnitt des französischen Juras. Das gesamte Gebiet wird von einer Hochfläche eingenommen, die durchschnittlich auf 830 m liegt. Sie weist nur sehr geringe Reliefunterschiede auf und ist hauptsächlich von Wies- und Weideland, im nördlichen Teil auch von Wald bedeckt. Das Hochplateau besitzt keine oberirdischen Fließgewässer, weil das Niederschlagswasser im verkarsteten Untergrund versickert. Nach Norden erstreckt sich das Gemeindeareal auf die bewaldeten Kuppen von Longchaux (885 m) und Bois du Mont, auf dem mit 886 m die höchste Erhebung von Cuvier erreicht wird.
Zu Cuvier gehören der Weiler La Gaudine (819 m) am Südfuß der Kuppe des Bois du Mont sowie einige Einzelhöfe. Nachbargemeinden von Cuvier sind Boujailles und Courvières im Norden, Censeau im Osten und Süden sowie Esserval-Tartre im Westen.

## Geschichte
Verschiedene Funde weisen darauf hin, dass das Gemeindegebiet von Cuvier bereits im Neolithikum und während der gallorömischen Zeit besiedelt war. Im 13. Jahrhundert wird eine Kapelle von Cuvier schriftlich erwähnt. Im Mittelalter gehörte das Dorf zur Herrschaft Nozeroy. Zusammen mit der Franche-Comté gelangte es mit dem Frieden von Nimwegen 1678 an Frankreich.

## Sehenswürdigkeiten
Die Dorfkirche Saint-Donat in Cuvier wurde in gotischen Stilformen erbaut, später jedoch mehrfach umgestaltet. Aus der Erbauungszeit ist der Chorraum erhalten, während das Schiff aus dem 17. Jahrhundert stammt.

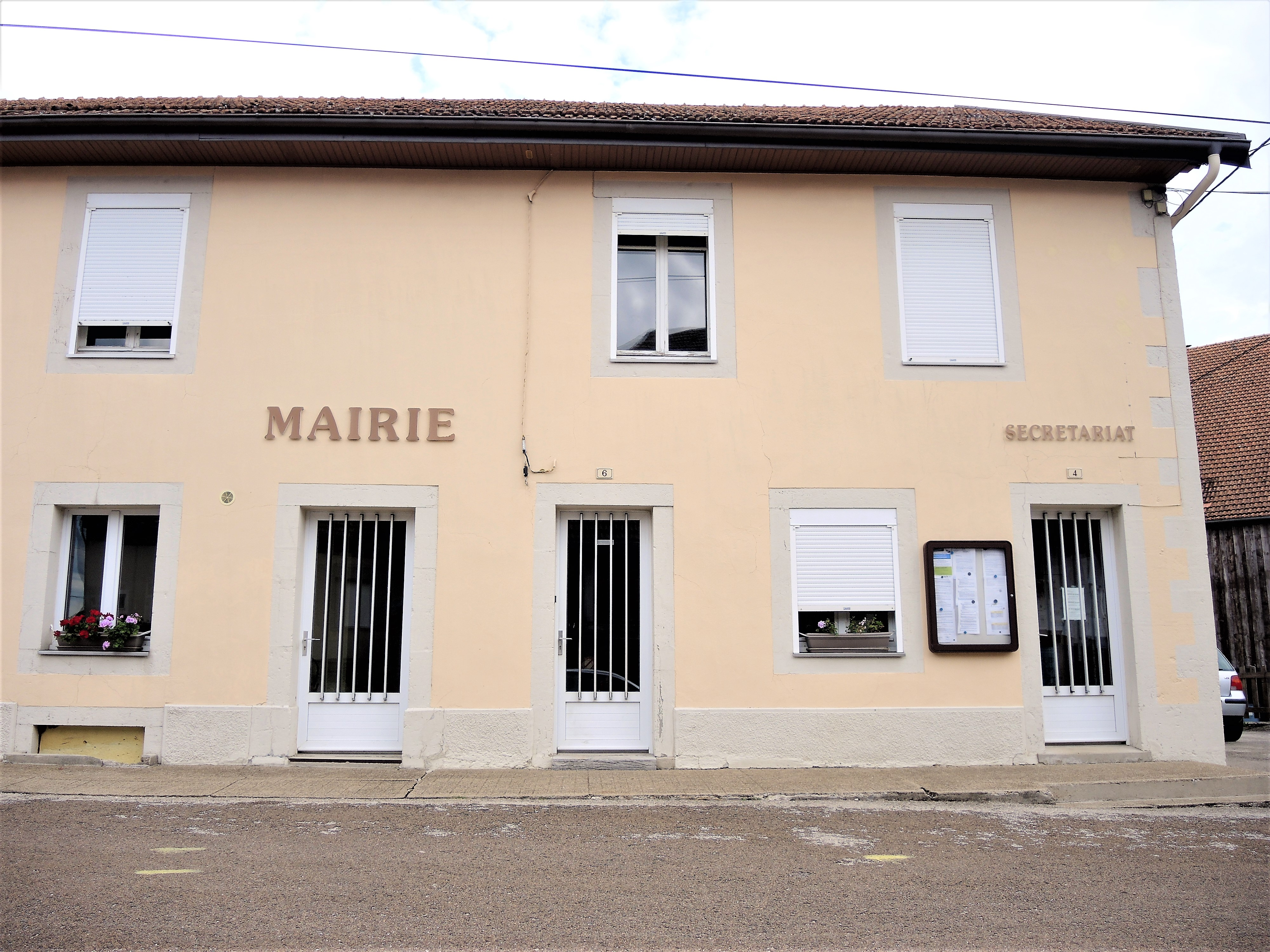
Mairie Cuvier
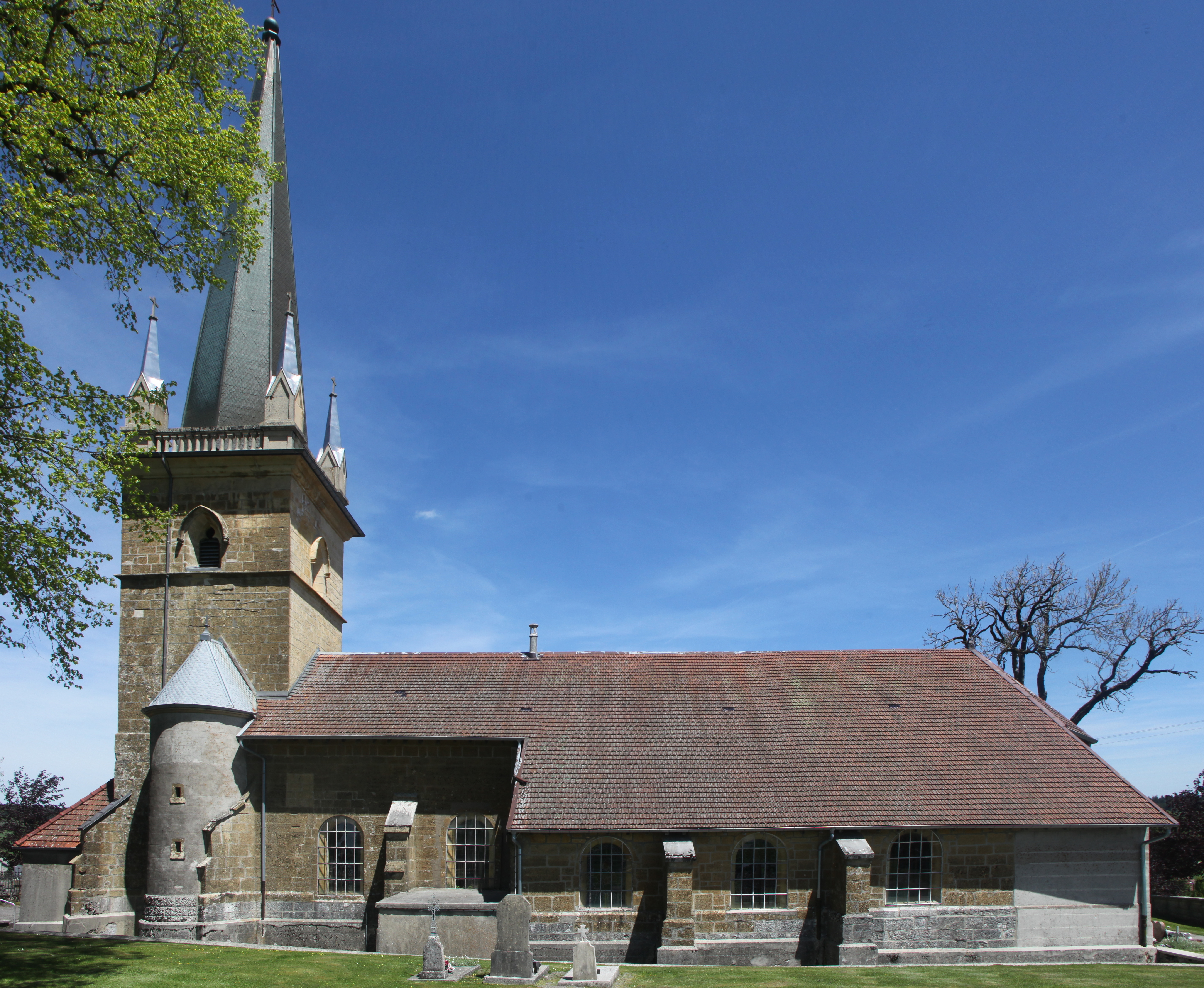
Kirche Sainmt-Donat
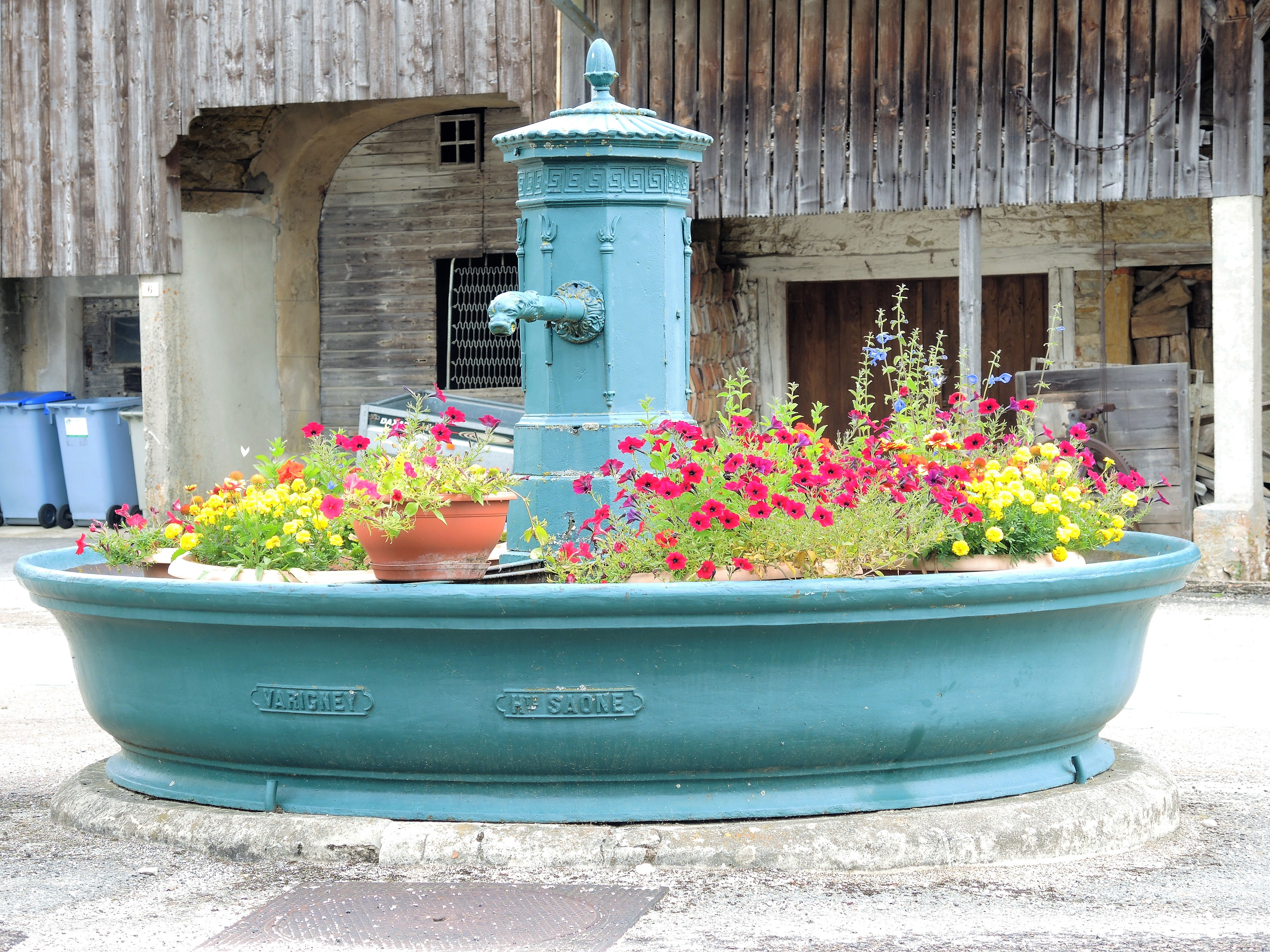
Ehemaliger Brunnen

## Bevölkerung
| Jahr                       | 1962 | 1968 | 1975 | 1982 | 1990 | 1999 | 2005 | 2017 |
| Einwohner                  | 203  | 203  | 192  | 201  | 201  | 168  | 206  | 262  |
| Quellen: Cassini und INSEE |      |      |      |      |      |      |      |      |

Mit 274 Einwohnern (Stand 1. Januar 2022) gehört Cuvier zu den kleinen Gemeinden des Départements Jura. Nachdem die Einwohnerzahl in der ersten Hälfte des 20. Jahrhunderts deutlich abgenommen hatte (1886 wurden noch 300 Personen gezählt), wurden seit Beginn der 1960er Jahre nur noch geringe Schwankungen verzeichnet.

## Wirtschaft und Infrastruktur
Cuvier war bis weit ins 20. Jahrhundert hinein ein vorwiegend durch die Landwirtschaft, insbesondere Viehzucht und Milchwirtschaft geprägtes Dorf. Daneben gibt es heute einige Betriebe des lokalen Kleingewerbes. Viele Erwerbstätige sind auch Wegpendler, die in den größeren Ortschaften der Umgebung ihrer Arbeit nachgehen.
Die Ortschaft ist verkehrstechnisch recht gut erschlossen. Sie liegt nahe der Hauptstraße D471, die von Champagnole nach Pontarlier führt. Weitere Straßenverbindungen bestehen mit Censeau, Boujailles und Courvières.